# Jean-Jacques Henner

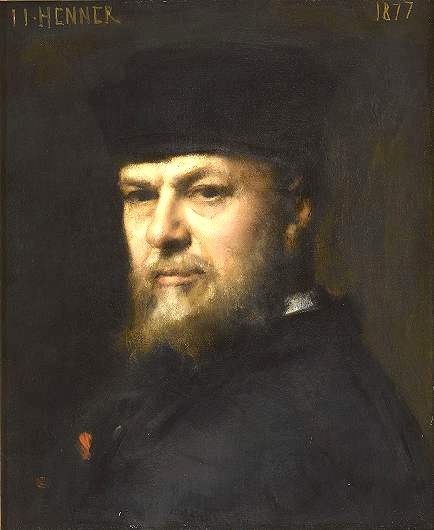
Jean-Jacques Henner, självporträtt.

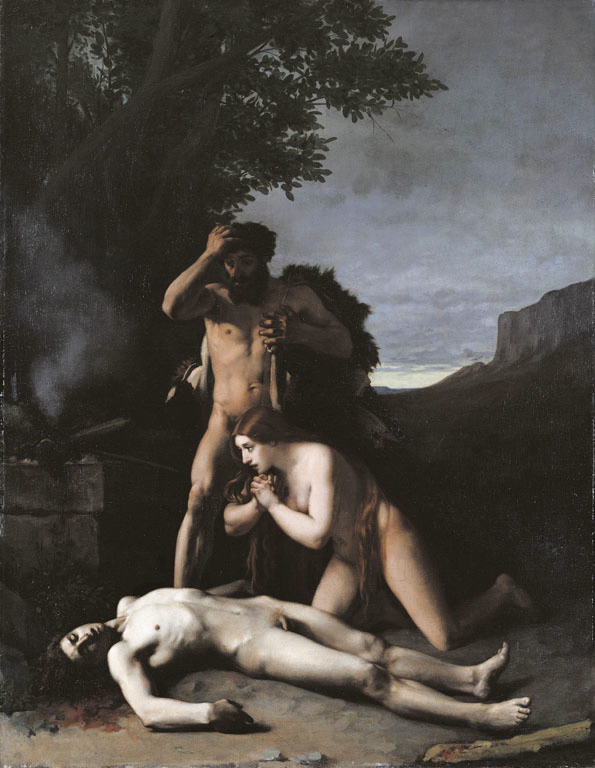
Adam och Eva återfinner Abels lik.

Jean-Jacques Henner, född den 25 mars 1829 i Bernweiler, Elsass, död den 23 juli 1905 i Paris, var en fransk målare.

## Biografi
Henner studerade under Gabriel Guérin i Strassburg, i Paris under Michel Martin Drolling med flera och tilldelades 1858 romerska priset för Adam och Eva återfinner Abels lik, varefter han utbildade sig i Rom under Hippolyte Flandrin. 
Henner, som blivit kallad "den moderne Correggio", var en raffinerad kolorist, som med fin känsla för färgernas välljud målade nakna figurer i en stiliserad natur, men även bibliska motiv (bland andra Den barmhärtige samaritanen, 1874, Jesus i graven, 1879, Jesus på korset, staden Paris samlingar), typer från Elsass och mycket distingerade, aristokratiska porträtt (abbé Hayards porträtt, 1895, Luxemburg). 
I sin strävan efter en stark färgklang, åstadkommen genom en känsligt avvägd harmoni av helt få färger, är Henner en föregångare till den dekorativa riktningen. Hans stora pastoral, Eklog (1879, i staden Paris samling), är typisk för konstarten. 
Bland hans övriga målningar märks Susanna (1865), Elsassiska (1870), Najad (1875, i Fontainebleau), Sankt Sebastian (1888, i Luxembourg). Henner var medlem av Académie des Beaux-Arts sedan 1889. I Petit Palais är hans staden Paris tillhöriga verk samlade i en "Salle Henner". Stockholms Nationalmuseum äger en liten tavla av Henner, Källnymf (Heilbornska donationen).